# Cathédrale de Jaén
La cathédrale de l'Assomption de la Vierge est une cathédrale catholique située dans la ville de Jaén, en Andalousie. Elle fait face à l'hôtel de ville et au palais épiscopal. Elle est d'ailleurs la cathédrale du diocèse de Jaén. 

## Histoire
La construction de la cathédrale a débuté en 1249 sur les ruines d'une ancienne mosquée. Elle a été endommagée et reconstruite à de nombreuses reprises durant les deux siècles suivants jusqu'au XVIe siècle où plusieurs architectes l'ont agrandie, dont Andrés de Vandelvira. Elle a été consacrée en 1724.

## Description
Son élément constitutif le plus remarquable est sa façade, dessinée par Eufrasio López de Rojas et sculptée par Pedro Roldán.
Elle abrite, avec d'autres œuvres, le Voile de Véronique (en).
Vers 1545, Francisco Guerrero y fut maître de chapelle.

## Protection
L'édifice fait l’objet d’un classement en Espagne au titre de bien d'intérêt culturel depuis le 3 juin 1931.
Le 27 janvier 2012, la cathédrale de Jaén (extension de l'ensemble monumental Renaissance d'Úbeda et de Baeza) » a été inscrite sur la liste indicative espagnole des sites du patrimoine mondial, dans la catégorie des biens culturels (réf. n° 5667).

## Galerie

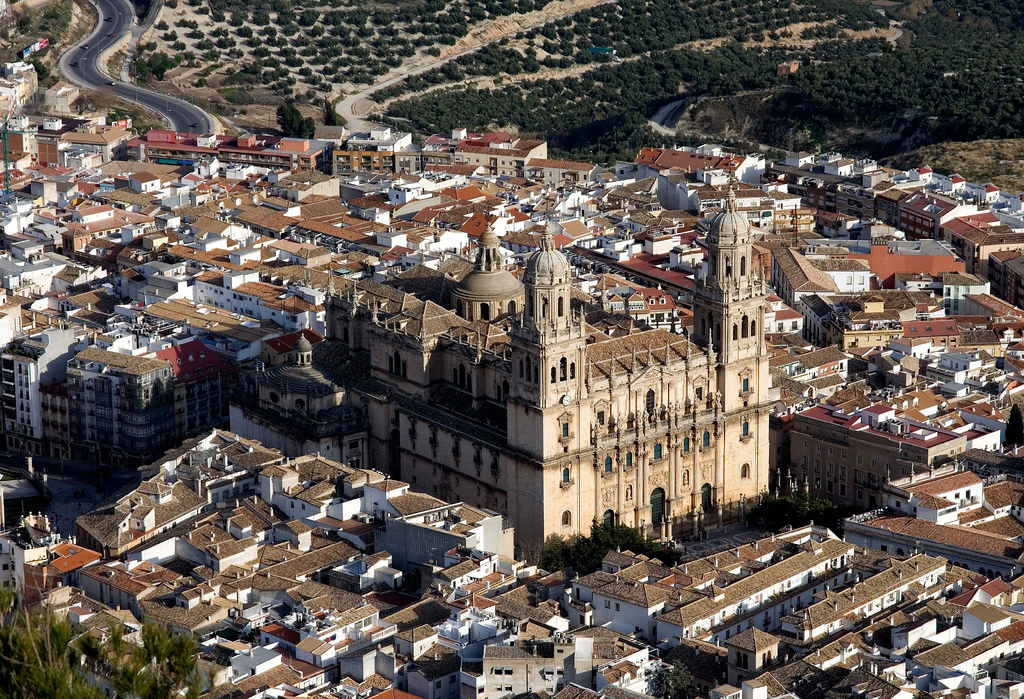
Vue générale.
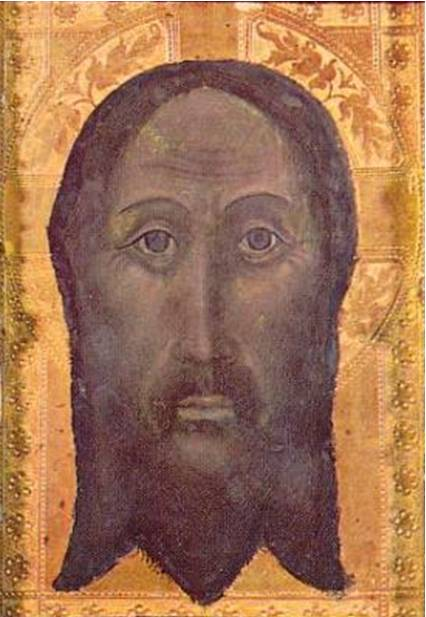
Le Voile de Véronique.
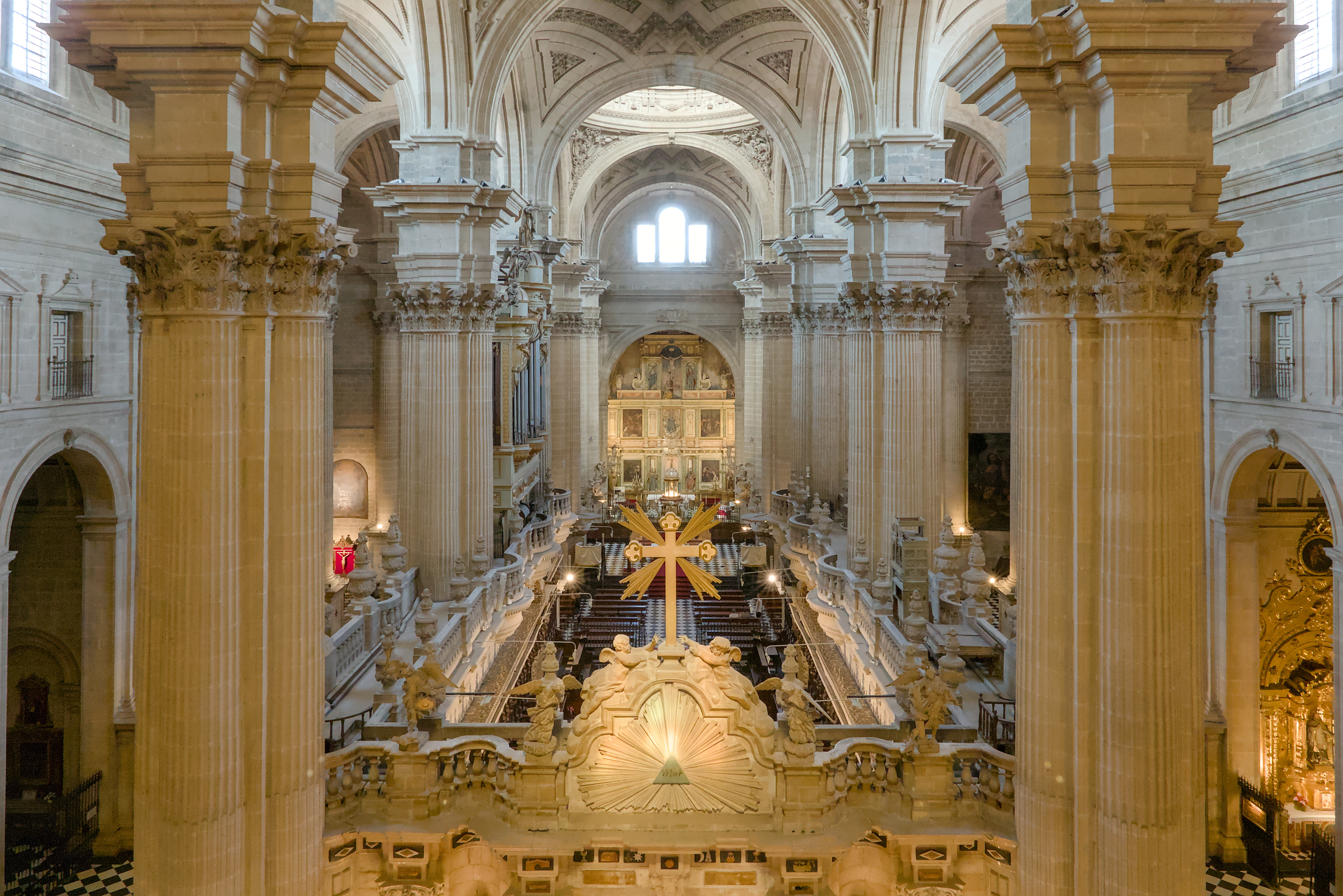
L'intérieur.

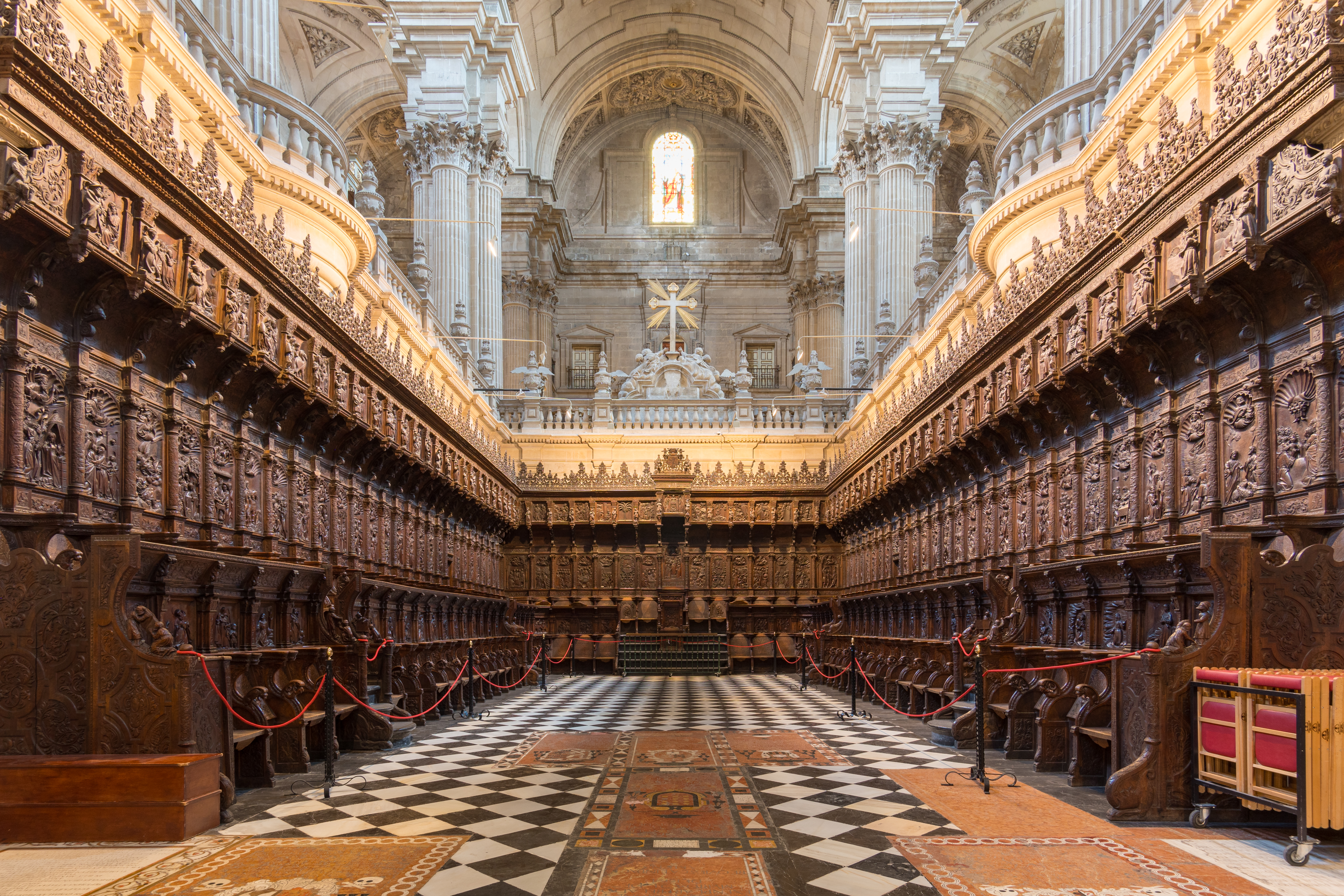
Les stalles du chœur.
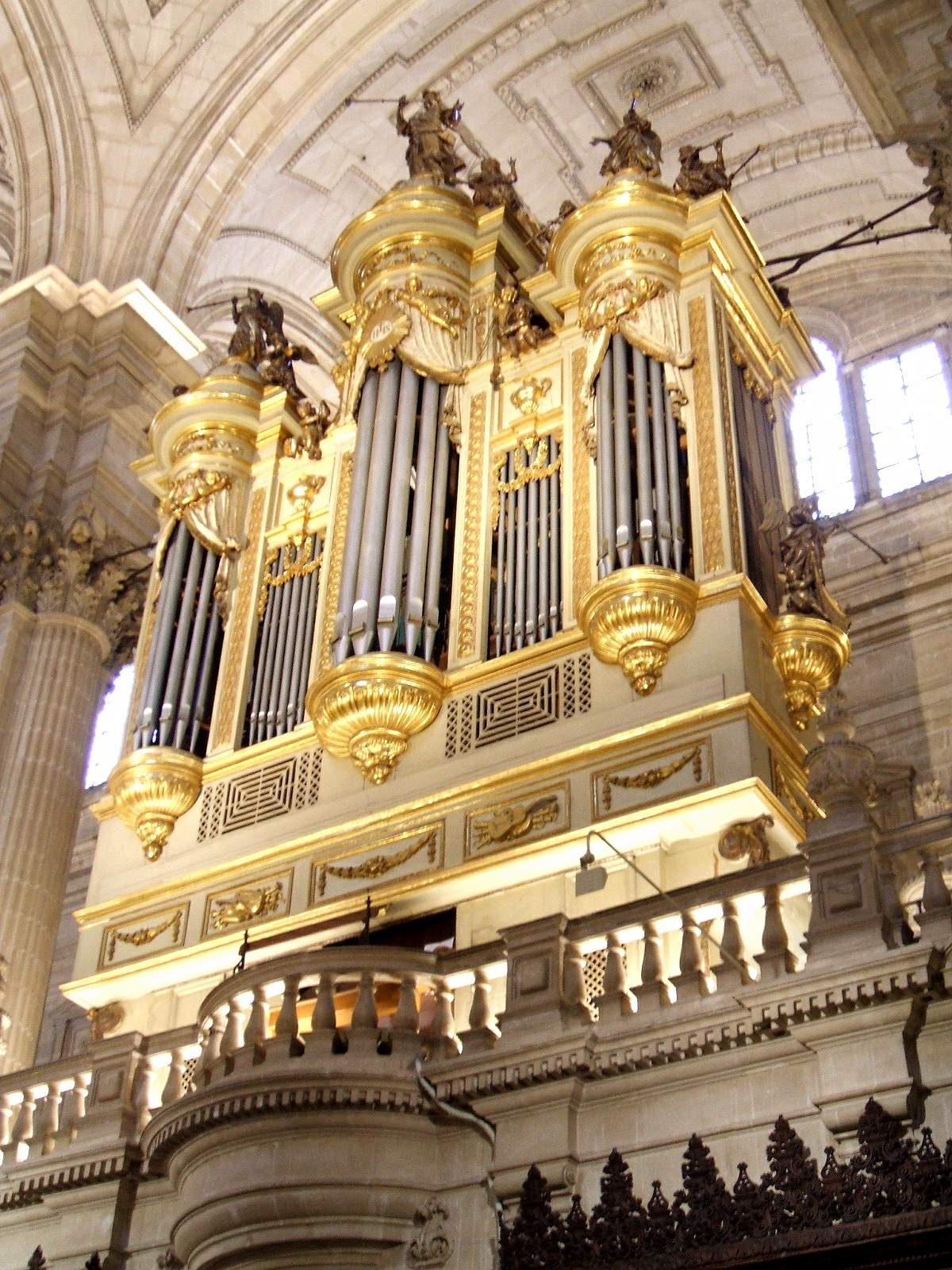
L'orgue.

## Source
- (en) Cet article est partiellement ou en totalité issu de l’article de Wikipédia en anglais intitulé « Jaén Cathedral » (voir la liste des auteurs).